# Dushan (köpinghuvudort i Kina, Hubei Sheng, lat 30,07, long 116,04)
Dushan (kinesiska: 独山) är en köpinghuvudort i Kina. Den ligger i provinsen Hubei, i den centrala delen av landet, omkring 180 kilometer öster om provinshuvudstaden Wuhan. Antalet invånare är 27 127. Befolkningen består av 13 211 kvinnor och 13 916 män. Barn under 15 år utgör 18,0 %, vuxna 15-64 år 71 %, och äldre över 65 år 10,0 %.
Runt Dushan är det tätbefolkat, med 493 invånare per kvadratkilometer. Närmaste större samhälle är Fuyu, 11,2 km nordost om Dushan. Trakten runt Dushan består till största delen av jordbruksmark.
Genomsnittlig årsnederbörd är 1 963 millimeter. Den regnigaste månaden är maj, med i genomsnitt 310 mm nederbörd, och den torraste är januari, med 52 mm nederbörd.